# Rajghat (Sarlahi)
Rajghat (nepalski: राजघाट) – gaun wikas samiti w środkowej części Nepalu w strefie Dźanakpur w dystrykcie Sarlahi. Według nepalskiego spisu powszechnego z 2001 roku liczył on 1688 gospodarstw domowych i 9658 mieszkańców (4846 kobiet i 4812 mężczyzn).